# Ruijin
Ruijin (瑞金市S, RuìjīnP) è una città-contea della Cina, situata nella provincia di Jiangxi e amministrata dalla prefettura di Ganzhou.